# Orange Grove (Texas)
Orange Grove è un centro abitato degli Stati Uniti d'America situato nella contea di Jim Wells dello Stato del Texas.
La popolazione era di 1.318 persone al censimento del 2010.

## Geografia fisica
Orange Grove è situata a 27°57′22″N 97°56′21″W (27.956224, -97.939077).
Secondo lo United States Census Bureau, ha un'area totale di 1,1 miglia quadrate (2,8 km²).

## Società

### Evoluzione demografica
Secondo il censimento del 2000, c'erano 1.288 persone, 473 nuclei familiari e 339 famiglie residenti nella città. La densità di popolazione era di 1.192,6 persone per miglio quadrato (460,5/km²). C'erano 515 unità abitative a una densità media di 476,9 per miglio quadrato (184,1/km²). La composizione etnica della città era formata dal 90,37% di bianchi, lo 0,31% di afroamericani, lo 0,47% di asiatici, lo 0,16% di isolani del Pacifico, l'8,07% di altre razze, e lo 0,62% di due o più etnie. Ispanici o latinos di qualunque razza erano il 50,31% della popolazione.
C'erano 473 nuclei familiari di cui il 40,2% aveva figli di età inferiore ai 18 anni, il 55,0% aveva coppie sposate conviventi, il 13,3% aveva un capofamiglia femmina senza marito, e il 28,3% erano non-famiglie. Il 27,3% di tutti i nuclei familiari erano individuali e il 16,7% aveva componenti con un'età di 65 anni o più che vivevano da soli. Il numero di componenti medio di un nucleo familiare era di 2,72 e quello di una famiglia era di 3,33.
La popolazione era composta dal 30,8% di persone sotto i 18 anni, l'8,5% di persone dai 18 ai 24 anni, il 26,6% di persone dai 25 ai 44 anni, il 21,2% di persone dai 45 ai 64 anni, e il 12,9% di persone di 65 anni o più. L'età media era di 33 anni. Per ogni 100 femmine c'erano 83,5 maschi. Per ogni 100 femmine dai 18 anni in giù, c'erano 81,8 maschi.
Il reddito medio di un nucleo familiare era di 32.981 dollari e quello di una famiglia era di 42.500 dollari. I maschi avevano un reddito medio di 32.500 dollari contro i 22.105 dollari delle femmine. Il reddito pro capite era di 15.082 dollari. Circa il 13,6% delle famiglie e il 16,5% della popolazione erano sotto la soglia di povertà, incluso il 22,0% di persone sotto i 18 anni e il 14,1% di persone di 65 anni o più.